# Unterägeri
Unterägeri es una comuna suiza del cantón de Zug. Limita al norte con las comunas de Baar y Menzingen, al este Oberägeri, Sattel (SZ), Steinerberg (SZ), y al oeste con Walchwil y Zug.